# Zierbena
Zierbena, Ciérvana – gmina w Hiszpanii, w prowincji Biskaja, w Kraju Basków, o powierzchni 9,15 km². W 2011 roku gmina liczyła 1461 mieszkańców.